# 基色曆
基色曆（Gezer calendar）是一塊刻有古希伯來字母的石灰岩板，由愛爾蘭考古學家馬卡利斯特（R.A.S. Macalister）於20世紀初在耶路撒冷西北50公里的基色市（Gezer）發現，歷史可追溯至公元前10世紀，是現存希伯來文的最早證據之一，現存放在伊斯坦堡考古博物館（Istanbul Archaeology Museums）內的古東博物館（Museum of the Ancient Orient），館內還有西羅亞碑文（Siloam inscription）和其他在第一次世界大戰前出土的考古發現。

## 原文
基色曆以不同的農耕工作來把一年分為數個時期，全文如下︰「農收兩個月，播種兩個月，晚期播種兩個月，鋤地一個月，大麥收成一個月，農收和慶祝一個月，葡萄收成兩個月，夏季水果收成一個月。」亞比雅。有學者認為基色曆是學童的記憶練習、民謠歌詞或農民的繳稅方法。「亞比雅」是刻銘者的名字，意思是「耶和華是我的父親」，《聖經》也有記載以此為名的人物（如列王紀上14︰31）。

## 延伸閱讀
- William F. Albright|Albright, W.F. The Gezer Calendar in "Bulletin of the American Schools of Oriental Research" (BASOR). 1943.  Volume 92:16-26.  Original description of the find.
- Sivan, Daniel 'The Gezer calendar and Northwest Semitic linguistics', Israel Exploration Journal 48,1-2 (1998) 101-105. An up-to-date linguistic analysis of this text.

## 外部連結
- Details of the calendar including transcription and translation.
- Another translation and a picture of the calendar.